# Benjamin Crémieux
Benjamin Crémieux (Narbona, 1º dicembre 1888 – Buchenwald, 14 aprile 1944) è stato un critico letterario e scrittore francese.

## Biografia
Prese un dottorato in lettere e fu insegnante. Fu soldato durante la prima guerra mondiale. Dopo il suo soggiorno a Firenze, dove è stato segretario generale dell'Institut Français, si è occupato prevalentemente di diffondere la letteratura italiana in Francia, collaborando con diverse case editrici e riviste prestigiose ("Le Navire d'argent", "Cahiers de la Quinzaine", "Nouvelle Revue Française" ecc.), traducendo per la stampa e per il teatro diversi testi italiani (soprattutto Luigi Pirandello). Durante una missione diplomatica a Buenos Aires, fece conoscere Antoine de Saint-Exupéry a Consuelo Suncín-Sandoval Zeceña de Gómez (diventata moglie dell'aviatore nel 1931). Scrisse a propria volta qualche romanzo e novella.
Contribuì alla scoperta di Italo Svevo, e ritardò quella di Céline. Fu segretario generale del PEN club francese.
Venne però identificato e accusato, forse per la sua visione cosmopolita ed europeista, di essere a servizio di qualche massoneria ebraica. Nel 1942 firmò con René Milhaud un "manifeste contre la politique anti-juive de Vichy". Nel 1941 seguì il figlio in clandestinità con lo pseudonimo Lamy e partecipò alla resistenza francese, nel gruppo "Combat" (che aveva anche un giornale clandestino). Organizzò a Marsiglia una rete di contro-informazione. Arrestato nell'aprile del 1943, fu trasferito al carcere di Fresnes e, all'inizio dell'anno successivo, nel campo di concentramento di Buchenwald, dove morì di sfinimento il 14 aprile 1944
Nel 1945, appresa la sua morte, la moglie Marie-Anne Comnène (nata Anne Stephanopoli de Comnène), scrittrice e traduttrice, pubblicò France, presso Gallimard, romanzo dedicato al marito.

## Opere

### Saggi
- Le roman italien contemporain, 1909
- XXe siècle, 1924
- Panorama de la littérature italienne, 1925
- L'Esprit européen dans la littérature d'aujourd'hui, 1926
- Panorama de la littérature italienne contemporaine, 1928
- Du côté de Marcel Proust suivi de Lettres inédites de Marcel Proust à Benjamin Crémieux, 1929
- Le roman depuis 1918, 1930 (con Wsevolod de Vogt)
- Essai sur l'évolution littéraire de l'Italie de 1870 à nos jours, 1930
- Littérature italienne, 1931
- Inquiétudes et reconstructions. Essai sur la littérature d'après-guerre, 1931
- Romanciers italiens (a cura di), 1931

### Narrativa
- Le premier de la classe, 1921; ed. italiana a cura di Giovanni Pacchiano, Il primo della classe, Torino: Aragno, 2008 ISBN 9788884193070
- Une conspiratrice en 1830, ou le Souper sans la Belgiojoso, 1928
- La Grenouille et les trois nourrices[6], 1930